# Большаковское сельское поселение (Калининградская область)
Большако́вское се́льское поселе́ние — упразднённое муниципальное образование в составе Славского района Калининградской области. Административный центр поселения — посёлок Большаково.

## География
Площадь поселения составляет 42705 га, из них сельскохозяйственные угодья занимают 3366,7 га.

## История
Большаковское сельское поселение образовано 30 июня 2008 года в соответствии с Законом Калининградской области № 261. В его состав вошли территории Большаковского и Высоковского сельских округов.
Законом Калининградской области от 11 июня 2015 года № 423, 1 января 2016 года все муниципальные образования Славского муниципального района — Славское городское поселение, Большаковское, Тимирязевское и Ясновское сельские поселения — были преобразованы, путём их объединения, в Славский городской округ.

## Население
| 2002 | 2010  | 2012  | 2013  | 2014  | 2015  |
| ---- | ----- | ----- | ----- | ----- | ----- |
| 3850 | ↗6464 | ↘6444 | ↘6402 | ↘6342 | ↘6282 |

## Состав сельского поселения
| №  | Населённый пункт | Тип населённого пункта          | Население |
| -- | ---------------- | ------------------------------- | --------- |
| 1  | Большаково       | посёлок, административный центр | ↗2448     |
| 2  | Весново          | посёлок                         | ↘31       |
| 3  | Высокое          | посёлок                         | ↘490      |
| 4  | Громово          | посёлок                         | ↘423      |
| 5  | Десантное        | посёлок                         | ↗84       |
| 6  | Дзержинское      | посёлок                         | ↘184      |
| 7  | Дубровка         | посёлок                         | ↘7        |
| 8  | Красная Дубрава  | посёлок                         | ↘138      |
| 9  | Красное          | посёлок                         | ↘261      |
| 10 | Краснознаменское | посёлок                         | ↘80       |
| 11 | Малиновка        | посёлок                         | ↗56       |
| 12 | Охотное          | посёлок                         | ↘689      |
| 13 | Победино         | посёлок                         | ↗203      |
| 14 | Поддубье         | посёлок                         | ↗251      |
| 15 | Привольное       | посёлок                         | ↗57       |
| 16 | Придорожное      | посёлок                         | ↗547      |
| 17 | Советское        | посёлок                         | ↘430      |
| 18 | Урожайное        | посёлок                         | ↘85       |

## Социальная сфера
В поселении имеются две школы — в Большаково и Высокое, музыкальная школа, Дом культуры и 5 сельских клубов.

## Достопримечательности
- Кирхи в Большаково (1773 г.) и (1923 г.).
- Братские могилы советских воинов, погибших в январе 1945 года в Большаково, Высокое, Громово, Охотное, Придорожное.
- Памятник заместителю командира разведгруппы «Джек» Николаю Шпакову (1987 г.) около Большаково.
- Памятник командиру разведгруппы «Джек» Павлу Крылатых (1985 г.).
- Памятник на месте концентрационного лагеря «Хохенбрух» (1982 г.) в Залесье.